# Cinema do Tajiquistão

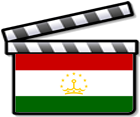
Imagem ilustrativa do cinema do Tajiquistão.

Paralelamente ao que aconteceu em outras repúblicas soviéticas, o cinema do Tajiquistão foi promovido pelo estado soviético, e declinou nos primeiros anos após a independência, antes de ser revitalizado pelos esforços do novo governo.

## Origens: décadas de 1920 e 1930
O estado soviético fundou o Tajikfilm na década de 1920. Inicialmente, suas principais produções eram cinejornais mensais intitulados "Tajiquistão Soviético". A Tajikfilm era liderada por Artem Shevich, Nikolay Gezulin e Vasiliy Kuzin. A filmagem de 1929 da chegada do primeiro trem em Dushanbe é de importância histórica. Em 1930, a Tajikkino (mais tarde chamada Stalinabad Film Studio e Tajikfilm desde 1950) foi estabelecida para produzir filmes localmente.
As primeiras produções de Tajikkino foram documentários, alguns deles dirigidos pelo ator tajique Kamil Yarmatov, que já havia estrelado em filmes soviéticos realizados fora do Tajiquistão.  Em 1932, Yarmatov dirigiu Honored Right e On the Faraway Frontier.  Ambos eram documentários patrióticos soviéticos, o primeiro sobre a mobilização dos tajiques no exército soviético e o segundo descrevendo a vida dos guardas da fronteira afegã.
O primeiro curta-metragem também foi produzido em 1932, When Emirs Die, de Lydia Pechorina. 1934 viu o primeiro longa-metragem produzido no Tajiquistão, Emigrant, com Yarmatov dirigindo e estrelando como o ator principal. O roteiro foi escrito pelo conhecido poeta armênio Gabriel El-Registan e o filme foi aprovado pelas autoridades para distribuição em toda a União Soviética, pois argumentava que os tajiques que permaneceram no Tajiquistão socialista tinham uma vida melhor do que aqueles que emigraram da União Soviética. Foi um dos últimos filmes mudos soviéticos.
Em 1934, o conhecido diretor russo Lev Kuleshov foi enviado ao Tajiquistão para melhorar a qualidade dos filmes locais. Ele trabalhou por dois anos em um filme baseado no romance Dokhunda, do poeta nacional tajique Sadriddin Ayni, mas o projeto foi visto com suspeita pelas autoridades como possivelmente estimulando o nacionalismo tajique, e então parou. Nenhuma filmagem sobreviveu.

## Segunda Guerra Mundial
Em 1940, Yarmatov foi autorizado a se mudar para o Uzbequistão, onde produzir filmes era mais fácil, e o Tajiquistão perdeu seu único diretor profissional. Nos anos seguintes, entretanto, devido à Segunda Guerra Mundial, alguns diretores e estúdios russos foram evacuados para o Tajiquistão e produziram filmes lá. Quando voltaram a seu país após a guerra, a produção de longas-metragens no Tajiquistão foi interrompida por mais de dez anos, embora documentários ainda fossem produzidos, e um deles, Tajikistan (1946), ganhou a medalha de bronze no Festival de Cinema de Veneza.

## Década de 1950 à independência
A produção de longas-metragens no Tajiquistão recomeçou em meados da década de 1950, quando o diretor Boris (Besion) Kimyagarov (1920–1979) conseguiu finalmente obter a aprovação para uma versão cinematográfica de Dokhunda (1956). Surgiu uma nova geração de diretores tajiques com formação profissional, com produções de sucesso como I Met a Girl (1957), o primeiro musical tajique, dirigido por Rafail Perel'shtein (Pearlstein), Children of Pamirs (1963) de Vladimir Motyl e Fate of the Poet (1959) de Kimyagarov, sobre a vida do poeta persa, nascido no atual Tajiquistão, Rudaki. Kimyagarov passou a produzir um ciclo de quatro filmes baseados no poema épico Shahnameh de Ferdowsi: The Flag of the Smith (1961), The Legend of Rustam (1970), Rustam and Sukhrab (1971), e The Legend of Siavush (1976). Tokhir Sabirov, por sua vez, dirigiu uma trilogia baseada em One Thousand and One Nights: One More Night of Scheherazade (1984), New Tales of Scheherazade (1986) e The Last Night of Scheherazade (1987).

## Cinema no Tajiquistão independente
A independência e o fim do apoio do estado soviético quase destruíram o cinema tajique. Os diretores mais talentosos, incluindo Bakhtyar Khudojnazarov e Jamshed Usmonov emigraram para o exterior. O Irã ofereceu algum apoio para desenvolver novamente uma produção de filme tajique. Por sua vez, alguns diretores tajiques trabalharam em cooperação com empresas iranianas. Em 25 de novembro de 2004, o Tajiquistão aprovou uma "Lei sobre Cinema", visando promover produções e filmes locais na língua tajique.
Em 2004, o primeiro Didor International Film Festival foi organizado em Dushanbe, comemorando o 75.º aniversário do cinema tajique. Nos anos seguintes, o festival contribuiu significativamente para a promoção dos filmes do país. Dois filmes direto para vídeo foram produzidos no Tajiquistão em 2004 e 2005, Statue of Love (2004) de Umedsho Mirzoshirinov e Wanderer (2005) de Gulandom Muhabbatova e Daler Rahmatov. Em 2009, True Noon de Nosir Saidov tornou-se o primeiro filme tajique a ser distribuído no Tajiquistão em 18 anos, ou seja, desde a independência. Também foi exibido no Festival Internacional de Cinema de Rotterdam.
A década de 2010 viu uma melhoria na qualidade dos filmes tajiques, com o surgimento de novos diretores formados não apenas no Irã, mas também nos Estados Unidos, Rússia, Coreia do Sul e Índia e, portanto, abertos a múltiplas influências. Os filmes produzidos nesta década incluem Teacher (2014), de Nosir Saidov, sobre o último dia de um velho professor em uma vila dividida entre a herança soviética e a radicalização islâmica; Dream of an Ape (2016), de Rumi Shoazimov, o primeiro filme de terror tajique; e Air Safar (2015), de Daler Rakhmatov, uma comédia em que um fazendeiro tajique e um francês parecem tão semelhantes que são sempre confundidos um com o outro. Mushkilkusho (2016) de Umedsho Mirzoshirinov foi produzido usando as línguas pamir ameaçadas de extinção. Contava a história de uma garota Pamiri em Moscou e seu amor contrastante por um garoto russo, e ganhou o prêmio de melhor filme tajique no Festival Didor 2016. Sugdsinamo, um estúdio baseado na parte norte do Tajiquistão, produziu em 2018 Tangno, de Muhiddin Muzaffar, um olhar crítico sobre o poder da tradição na área de Panjakent, onde um menino que não foi circuncidado a tempo por causa das dificuldades financeiras de sua família é discriminado pelos moradores.
Em 27 de dezembro de 2017, o governo fundiu o Estúdio Estatal Tajikfilm e a Empresa Estatal Unitária Tajikkino de Distribuição de Filmes e Vídeo na Instituição Estatal Tajikfilm, um movimento que visa promover ainda mais os filmes produzidos no Tajiquistão.